# Jersey Black (manzana)
Jersey Black es una variedad cultivar de manzano (Malus domestica). 
Variedad procedente de semillas encontrada a principios del siglo XIX en Nueva Jersey (Estados Unidos). Fue descrito por primera vez en 1817. Las frutas tienen una carne blanca con infiltración del color rojo bajo la piel, textura crujiente y bastante gruesa con un sabor dulce, subácido y aromático. Tolera la zona de rusticidad delimitada por el departamento USDA, de nivel 4 a 7.

## Sinónimos
- "Black American",
- "Black Apple",
- "Black Apple of America",
- "Black Jersey",
- "Dodge's Black",
- "Small Black".

## Historia
'Jersey Black' es una variedad de manzana, con padres desconocidos la cual se cree que surgió en Nueva Jersey, EE. UU., donde fue muy admirado a principios del siglo XIX. Registrada por primera vez en 1817. Aunque se originó en América del Norte, esta fue rápidamente adoptada como una de las manzanas de sidra clásicas entre los productores de sidra británicos.
'Jersey Black' se cultiva en la National Fruit Collection con el número de accesión: "1952-130" y nombre de accesión : Jersey Black.

## Características

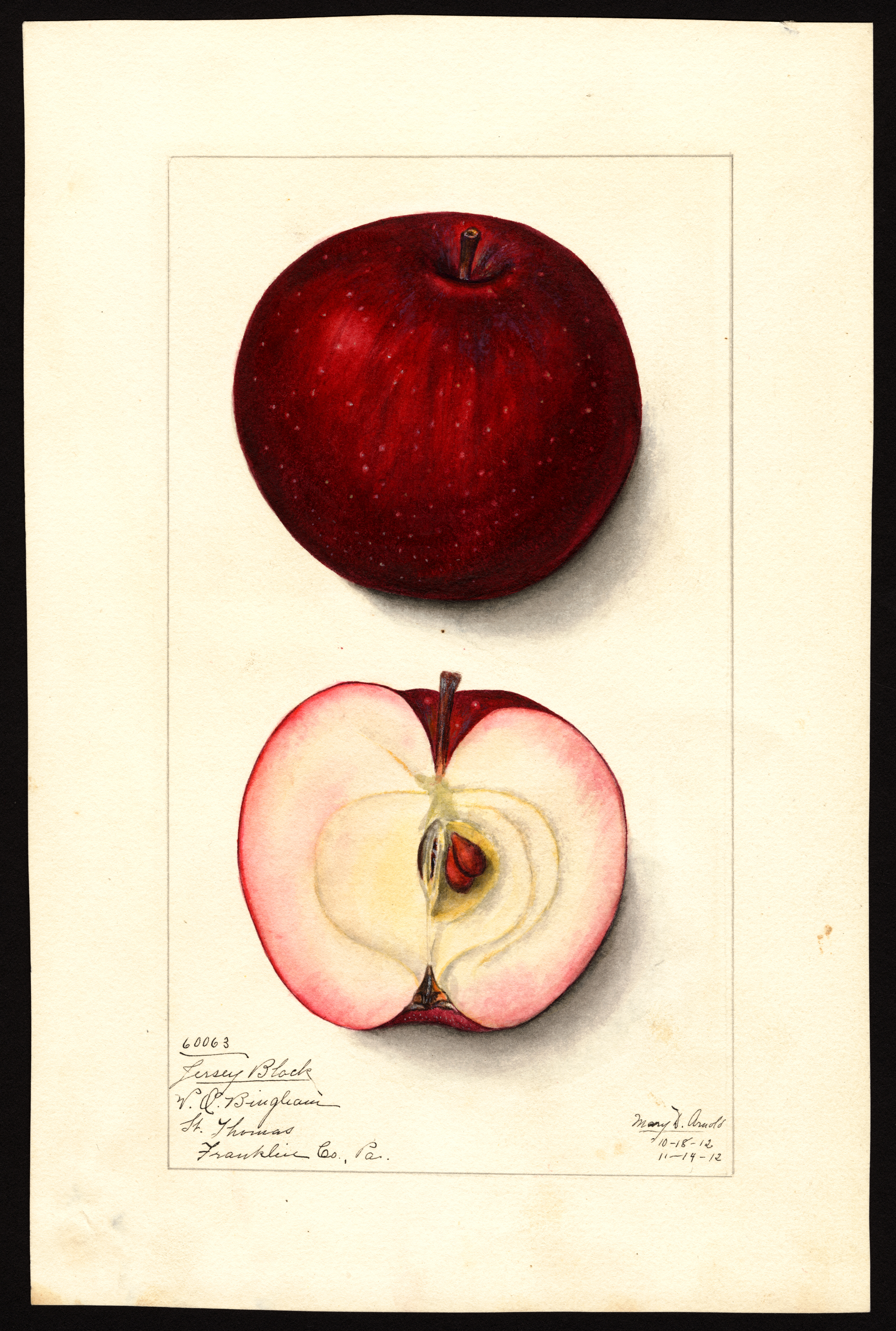
La Manzana 'Jersey Black' seccionada.

'Jersey Black' árbol resistente, vigoroso y porte erecto. Da fruto en espuelas; comienza a dar frutos después de los seis años o más, pero produce cosechas anuales, alternando entre escasos y abundantes; se desarrolla mejor en climas más fríos y soleados, está recomendada para zonas de rusticidad mínima 4 – máxima 7. Susceptible a la caída de fruta. Tiene un tiempo de floración que comienza a partir del 6 de mayo con el 10% de floración, para el 11 de mayo tiene una floración completa (80%), y para el 18 de mayo tiene un 90% caída de pétalos.
'Jersey Black' tiene una talla de fruto de grande a muy grande cuando se entresaca adecuadamente los frutos cuajados iniciales; forma cónico redonda, que tiende a la forma redonda, con una altura de 73.45mm, y con una anchura de 82.23mm; con nervaduras fuertes (presenta varios mamelones), corona medio-fuerte; epidermis con color de fondo amarillo blanquecino, con un sobre color rojo burdeos intenso, importancia del sobre color alto-muy alto, y patrón del sobre color moteado / chapa, con numerosas lenticelas de tipo medio más claras, con ruginoso-"russeting" (pardeamiento áspero superficial que presentan algunas variedades) bajo; pedúnculo corto y robusto, colocado en una cavidad de profundidad media, con ruginoso-"russeting" en las paredes; cáliz pequeño y cerrado, ubicado en una cavidad poco profunda estrecha con una corona definida; carne de color blanco con infiltración del color rojo bajo la piel, textura crujiente y bastante gruesa con un sabor dulce, subácido y aromático.
Su tiempo de recogida de cosecha se inicia a finales de octubre. Se mantiene hasta cinco meses en almacenamiento en frío, pero con el riesgo de volverse harinoso.

## Progenie
'Jersey Black' es el Parental-Padre de las variedades de manzana:
- Macoun.[4][6]

## Usos
Variedad muy apreciada en la elaboración de sidra tanto en Estados Unidos como en el Reino Unido.

## Ploidismo
Diploide, auto estéril. Grupo de polinización: C, Día 11.